# Гунтер фон Хагенс
Гу́нтер фон Ха́генс (нем. Gunther von Hagens), при рождении Гу́нтер Ге́рхард Ли́бхен (нем. Gunther Gerhard Liebchen; род. 10 января 1945, Скальмежице, близ Калиша (ныне — Великопольское воеводство), Польша) — немецкий анатом. Изобретатель способа бальзамирования и консервации анатомических препаратов, получившего название пластинация. Создатель выставки «Body Worlds» — выставки человеческих тел и их частей. Фон Хагенс всегда носит чёрную шляпу, соблюдая традицию анатомов эпохи возрождения.

## Биография
Родился 10 января 1945 года в Скальмежице. В детстве из-за гемофилии часто был вынужден посещать больницы.
Начал изучать медицину в Йенском университете в 1965 году.
В 1969 году был арестован за распространение листовок с протестом против введения вооружённых сил Варшавского договора в Чехословакию. Вскоре после этого пытался бежать из ГДР, но был задержан сотрудниками Штази. В 1970 году правительство ФРГ выкупило его свободу, как и свободу некоторых других политических заключенных ГДР, и он смог продолжить своё обучение в Любекском университете, который окончил в 1973 году.
В 1975 году женился на Корнелии фон Хагенс и взял себе её фамилию, поскольку посчитал её более аристократичной.
В 1974 году он получил лицензию на медицинскую практику, работал в Гейдельбергском университете, где в 1975 году и закончил докторантуру в отделении анестезии и экстренной медицинской помощи. Позднее на протяжении 22 лет он работал преподавателем в Институтах анатомии и патологии.
В 1977 году, в Гейдельберге, он впервые создал основы технологии принудительного насыщения анатомического препарата активным пластиком, специально разработанным для этой цели. В 1980 году в Гейдельберге он основал компанию BIODUR для продажи специальных полимеров и оборудования, а в 1993 году — Институт пластинации.
Начиная с 2004 года, является приглашённым профессором Стоматологического колледжа Нью-Йоркского университета.
От первого брака у него есть трое детей. Вторым браком сочетался с врачом Анджелиной Уэлли (нем. Angelina Whalley). В 2018 году заявил, что у него диагностирована болезнь Паркинсона, и взял с жены обязательство забальзамировать его тело после смерти и отдать его Body Worlds.

## Патенты
- U.S. Patent 4 205 059 Моментальное сохранение животных и растительных тканей синтетическими резиновыми полимерами, в архиве с ноября 1977, издано в мае 1980
- U.S. Patent 4 278 701 Моментальное сохранение животных и растительных тканей синтетическими резиновыми полимерами, в архиве с ноября 1979, издано в июле 1981
- U.S. Patent 4 320 157 Метод сохранения больших частей биологической ткани с помощью полимеров, в архиве с августа 1980, издано в марте 1982